# إبراهيم بيوض
```
إبراهيم بن عمر بيوض
 (
21 أبريل 1899
(
1899-04-21
)
 
القرارة
 – 
14 يناير 1981
(1981-01-14)
)، 
مفكر
 ومصلح 
إباضي
 
جزائري
```

## مولده ونشأته
هو الشيخ  إبراهيم بن عمر بيوض
، ولد سنة 1316 هـ / 1899م من عائلة الحكم بالقرارة بولاية غرداية جنوب الجزائر، ووالده يعد من أعيان البلد.
دخل كتّاب القرية فاستظهر القرآن قبل سن البلوغ. ثم أخذ مبادئ العلوم الشرعية واللغوية على يد مشايخ القرارة المشهورين آنئذ الحاج إبراهيم لبريكي (ت:1911م)، والحاج عمر بن يحي أمليكي (ت:1921م)، وخاصة الشيخ العلامة أبو العلا عبد الله (ت:1960م).

## حياته
حباه الله منذ الصغر مواهب جمة منها الذكاء الوقاد، والحافظة القوية، والفصاحة والبيان، وهو ما أهله رغم صغر سنه ليخلف شيخه الحاج عمر بن يحيى في التدريس، ويتبنى الحركة العلمية، والنهضة الإصلاحية في القرارة.
أصبح عضوا في حلقة العزابة، وهي الهيئة الدينية العليا في القرارة، وما لبث أن اعتلى منبر الوعظ بمسجدها. ثم انتخب رئيسا لحلقتها وهو في السادسة والعشرين عمره.
في 18 شوال 1343هـ/ 21 مايو 1925 م أسس معهد الشباب للتعليم الثانوي، وهو المعروف بمعهد الحياة، واتخذ له شعارا «'الدين والخلق قبل الثقافة، ومصلحة الجماعة قبل مصلحة الفرد»' وأصبح قبلة للطلاب من داخل الجزائر وخارجها تخرج فيه المئات من طلاب العلم المتخصصين في العلوم الشرعية واللغوية.
في سنة 1931 م شارك في تأسيس جمعية العلماء المسلمين الجزائريين، وأسهم في صياغة قانونها الأساسي، وانتخب عضوا في إدارتها الأولى، إذ أسندت إليه نيابة أمين المال.
في سنة 1937 م أسس جمعية الحياة بالقرارة المشرفة على التعليم الابتدائي والثانوي، والمنتظمة والمشرفة على الحركة الفنية والرياضية، والجمعيات الأدبية بها، وما تزال تؤدي رسالتها تلك حتى يومنا هذا.
في سنة 1940 م حكمت عليه الإدارة الاستعمارية بالإقامة الجبرية داخل القرارة لا يبرحها، لمدة أربع سنوات، تفرغ خلالها لتكوين ثلة من الطلاب المتفوقين، أصبحوا من رجالات الأمة المحليين، وقادة الحركة الإصلاحية بالجنوب الجزائري.
في سنة 1947 م دخل معترك الحياة السياسية، فطالب برفع حكم الإدارة العسكرية عن الصحراء وإلحاقها بالشمال.
انتخب بالأغلبية الساحقة يوم 20 أبريل ممثلا لوادي ميزاب في المجلس الجزائري، وأعيد انتخابه سنة 1951 م، فكان الصوت المدوي دفاعا عن مقومات الشخصية الجزائرية دينا ولغة.
أصبح ما بين 1954 و1962 م محور النشاط الثوري في ميزاب بعامة، والقرارة بخاصة، يعاونه في ذلك زملاؤه في الحركة الإصلاحية، وأبناؤه الطلبة. وقد وقف وقفة بطولية ضد مؤامرة فصل الصحراء عن الجزائر.
في مارس 1962 م عين عضوا في اللجنة التنفيذية المؤقتة، وأسندت إليه مهمة الشؤون الثقافية إلى يوم تسليم السلطة لأول حكومة جزائرية في سبتمبر من سنة 1962 م.
في سنة 1963 م أحيى نشاط (مجلس عمي سعيد) الهيئة العليا لمجالس عزابة وادي ميزاب ووارجلان، فانتخب رئيسا له إلى يوم وفاته.

## الشيخ بيوض مصلحا

### في الميدان الاجتماعي
كان المجتمع الميزابي في أوائل القرن العشرين يعيش تحت وطأة الحكم الاستعماري العسكري، ووطأة الفقهاء الجامدين، أولئك يرهقونه بحكم مستبد وهؤلاء يعرقلون مسيرته بفكر متزمت، مما أدى إلى ظهور سلبيات عديدة في جميع مجالات الحياة.
وكان على العالم المصلح أن يواجه كل ذلك بحكمة وصبر، فالناس أو بالأحرى العامة غير مؤهلة لتقاوم الحاكم الاستعماري، ولا أن تجابه النفوذ الديني، وكان الشيخ بيوض، العالم اليقظ، المتفتح على العالم الإسلامي من حوله يتابع بحرص دعوات الإصلاح التي أخذت ترتفع من هنا وهناك من أطراف العالم العربي ولا سيما حركة العلماء المصلحين في الشرق من أمثال الشيخ محمد عبده، وجمال الدين الأفغاني، ورشيد رضا، وعبد الرحمن الكواكبي، وشكيب أرسلان، وغيرهم ممن أعجب الشيخ إبراهيم بيوض بمنهجهم، وتشرب أفكارهم من خلال آثارهم وكتبهم، وقد جمعته الصدف ببعضهم مثل شكيب أرسلان الذي التقى به في الحج سنة 1929 فكان دائم الإشادة بفكره ومواقفه.
وكان قد أحكم الصلات بينه وبين العلماء المصلحين الآخرين في محيط القطر الجزائري من أمثال الإمام عبد الحميد بن باديس، والشيخ البشير الإبراهيمي، والطيب العقبي، وغيرهم.
وكانت خطته في هذا السبيل هي التعاون الجاد لإحياء اللغة العربية لغة القرآن، وتربية الناشئة الجزائرية تربية إسلامية صحيحة والوقوف صفا واحداً أمام مخططات الاستعمار الفرنسي الرامية إلى تفريق الشعب الجزائري على أساس المذهبية، أو الطائفية، أو الجهوية.
وقد برز هذا التعاون في إطار تأسيس جمعية العلماء المسلمين الجزائريين وتشييد المدارس التي انتشرت في كل أنحاء القطر الجزائري والقيام بدروس الوعظ والإرشاد، فتبع في تفكير وتوجيه خطى علماء النهضة المصلحين.

### في الميدان السياسي
نشأ الشيخ بيوض في عهد كانت الصحراء الجزائرية فيه تخضع لنير حكم عسكري فرنسي عتيد يعرقل أو يقضي علنا على كل ما من شأنه تقوية روح الدين الإسلامي، ومقومات حضارته في النفوس.
وباعتباره عضوا في الحلقة الدينية ثم رئيسا لها، وباعتباره رئيس الحركة العلمية الرافعة راية لغة القرآن، كان لابد أن تكثر بينه وبين الحكام العسكريين المواجهات والاستجوابات والمضايقات، وسجل في تقارير أولئك الحكام أن هذا الشاب مشاغب. ثم تطورت الأحداث ليصبح عندهم عدواً لدوداً بل أصبح أثناء الحرب العالمية الثانية وما قبلها وما بعدها العدو رقم واحد لفرنسا، هكذا كان يسمى لديهم.
[بحاجة لمصدر]

### نشاطه الثوري
شارك الشيخ بيوض مشاركة فعالة في الثورة التحريرية، بما قام به من خدمات جليلة سواء في إطار الحركة في الصحراء أم في اتصالاته المباشرة مع الحكومة المؤقتة في المنفى بواسطة تلامذته وإخوانه.
أما المجال الذي برز فيه الشيخ بيوض سياسيا محنكا، ومفاوضا لبقا، ووطنيا ثابتا فهو موقفه الذي يشهد به الخاص والعام من القضية الصحراوية إذ حاولت فرنسا حين علمت أن الجزائر مستقلة لا محالة أن تمكر بالجزائريين بفصل الصحراء عن الشمال لما في الصحراء من خيرات أهمها البترول والغاز الطبيعي، وقد حاولت السلطات الفرنسية سواء على مستوى الجزائر أم على مستوى فرنسا أن تستميل الشيخ بيوض لعلمها بمنزلته العظيمة ولتيقنها بالدور العظيم الذي يقوم به الميزابيون في الاقتصاد الجزائري، ولكن الشيخ بيوض الذي رفض هذه المحاولات، وأفشل هذه الخطط قبل الثورة، ما كان له أن يتلجلج أو يتردد في قول كلمة لا قوية صارخة في وجه الاستعمار الفرنسي إيمانا منه بأن الصحراء أرض جزائرية، وجزأ لا يتجزأ منها.
وكان الشيخ بيوض على صلة وثيقة بالحكومة المؤقتة في تونس ينسق معها الخطط ويطلعها على مؤامرات الفرنسيين أولا بأول، ويتبادل مع بعض أعضاء الحكومة الرسائل والمعلومات.

## آثاره الفكرية
إن الشيخ مثل غيره من رجال الإصلاح الذين كان أغلب وقتهم ينقضي في تكوين الرجال، والاعتناء بمشاكل المجتمع مما لا يبقى معه وقت كثير للانكباب على الكتابة والتأليف، ومع ذلك فقد كتب بعض المقالات الاجتماعية ذات الطابع التحليلي في العشرينيات والثلاثينيات نشرت في صحافة أبي اليقظان، كما ترك فتاوى كثيرة، ومراسلات ذات أهمية قصوى طبع بعضها ونشر وبعضها الآخر ما يزال مخطوطا.
غير أن أهم ما ترك الشيخ بيوض هو تفسيره القيم لكتاب الله مستخدما المنهج الإصلاحي الذي عرفت به المدرسة الإصلاحية العبدوية فكان يعرض المجتمع على كتاب الله تربية وتوجيها، وقد استمر مواظبا حريصا على تلك الدروس لا يتخلف عنها إلا لمرض أو سفر.
وكانت الآثار التي تركتها دروسه التي غطت قرابة خمسين سنة عميقة عظيمة، فبفضلها عمت الثقافة الإسلامية البيوت وعرف المجتمع وجه الإسلام الحقيقي، وبفضل دروس الشيخ التي تمتاز بالتحليل والتبسيط في آن واحد، وتملك المستمع بما فيها من فصاحة، وعقل، وأدب وتراث، ومعاصرة.
فمن آثاره الفكرية:
- تفسير كامل للقرآن الكريم، المسجل منه يبدأ من سورة الإسراء إلى سورة الناس، يقع في حوالي 1500 ساعة، حررت في 12497 صفحة.
- مئات الأشرطة لدروس في الدين، والتربية، والاجتماع، والسياسة، والثقافة، وكان يلقيها في المسجد أو في المناسبات والحفلات، وقد نشر بعض منها بعد تحريرها وتحقيقها، من ذلك.
- المجتمع المسجدي، من تحرير الدكتور محمد ناصر بوحجام، صدرت الطبعة الثانية عن دار أبي الشعتاء، عمان، 1409هـ/ 1988م (المقدمة)
- حديث الشيخ الإمام، في جزأين، من تحرير الشيخ محمد سعيد كعباش، المطبعة العربية، غرداية، الجزائر، 1996م.
- البدعة مفهومها وأنواعها وشروطها، تحرير الطالب إبراهيم أبو الأرواح، (مرقون) معهد الحياة، 1998م.
- «فضل الصحابة والرضا عنهم»، تحرير الطالب بهون حميد أوجانة، مطبوع، المطبعة العربية، غرداية، 2000م.
- «فتاوى الإمام الشيخ بيوض»، يقع في جزأين، جمعه وحققه وقدم له الأستاذ الشيخ بالحاج بكير، طبع مرتين في كل من الجزائر وعمان، ينظر دار الضامري للنشر والتوزيع، سلطنة عمان، 1990م
- «ثبوت الهلال بين الرؤية البصرية والمراصد الفلكية»، حرره عمر إسماعيل، وقدم له د.محمد ناصر، صدر عن مكتبة معالي السيد محمد بن أحمد، سلطنة عمان، 1992م.
- مقالات كثيرة في موضوعات مختلفة نشرت بصحف الشيخ أبي اليقظان، ينظر د.محمد ناصر، المقالة الصحفية الجزائرية، جزءان، نشر ش، و، ن، ت الجزائر، 1398هـ/ 1978
- مذكرات الشيخ بيوض (مخ)، صدر منها «أعمالي في الثورة» إعداد وتقديم د.محمد ناصر، نشر جمعية التراث، القرارة، 1990م[1]

## مواضيع ذات صلة
- قائمة أعلام الجزائريين
- المرجعية الدينية الجزائرية